# 赛拉纳
赛拉纳（Sailana），是印度中央邦Ratlam县的一个城镇。总人口10903（2001年）。

## 人口
该地2001年总人口10903人，其中男性5667人，女性5236人；0—6岁人口1433人，其中男746人，女687人；识字率74.92%，其中男性为82.71%，女性为66.48%。